# Rose Jerotich Kosgei

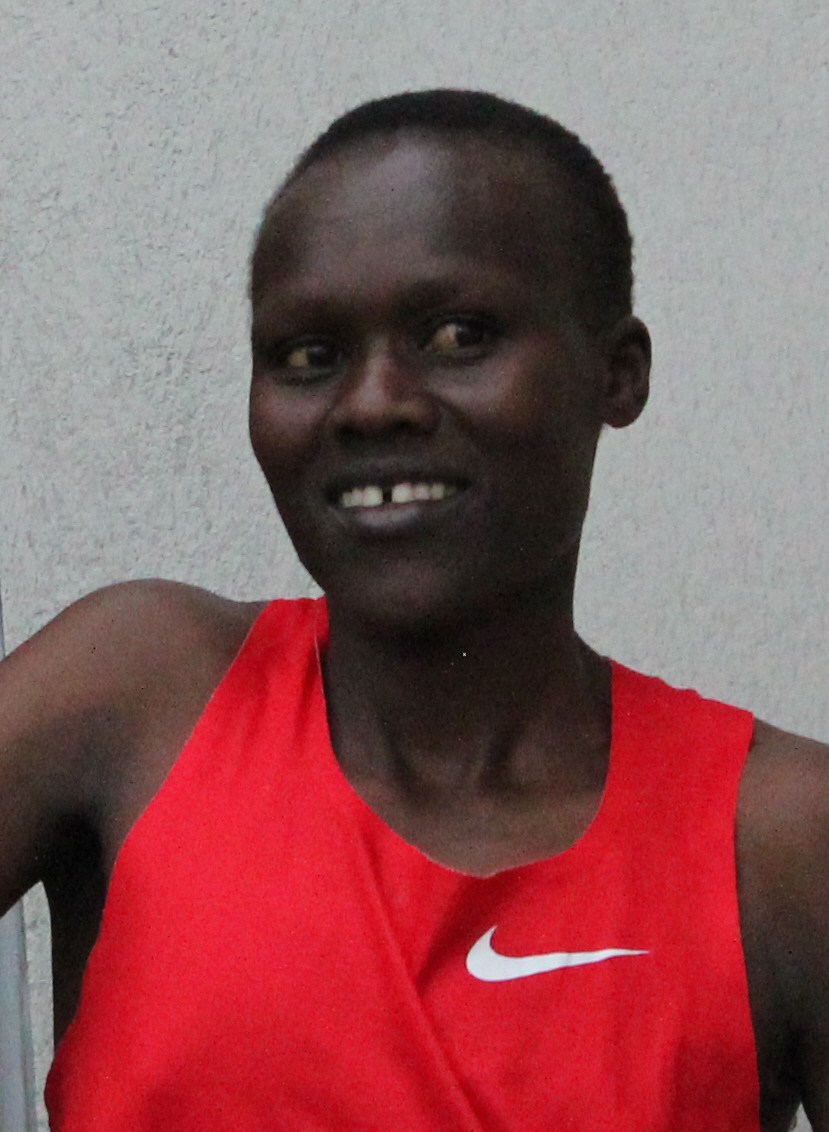
Rose Jerotich Kosgei 2014 in Schortens

Rose Jerotich Kosgei (* 22. August 1981) ist eine kenianische Langstreckenläuferin.

## Leben
Im Juniorinnenbereich wurde Rose Kosgei 1997 Weltmeisterin im Crosslauf und 2000 Vizeweltmeisterin über 1500 Meter.
Ende der 2000er Jahre meldete sie sich bei Straßenläufen zurück. 2009 wurde sie Achte beim RAK-Halbmarathon und stellte beim Prag-Halbmarathon mit 1:09:03 h einen Streckenrekord auf. Einem dritten Platz beim Freihofer’s Run for Women folgte im Sommer der Sieg beim New York Mini 10K in 32:43 min.
2010 verteidigte sie ihren Titel beim Prag-Halbmarathon.

## Persönliche Bestzeiten
- 1500 m: 4:13,14 min, 2. August 1998, Annecy
- 5000 m: 15:35,43 min, 5. Juli 2003, Barakaldo
- 10.000 m: 33:08,20 min, 5. Juli 2008, Nairobi
- Halbmarathon: 1:09:03 h, 28. März 2009, Prag